# Dragon d'or (wushu)

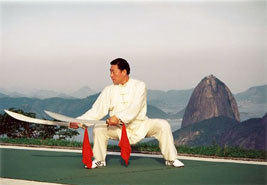
Chen Xiaowang.

Dragon d'or (chinois simplifié : 金龙 ; chinois traditionnel : 金龍 ; pinyin : jīn lóng) est le plus haut titre qui peut être obtenu dans le cadre du système Wei Duan (instauré en 1998). Il va toujours de pair avec le 9e duan. Ces maîtres rares peuvent utiliser officiellement le terme « grand maître » pour désigner leur titre.
« À ce niveau, le candidat doit avoir apporté une contribution majeure au wushu / tai chi sur le plan international, tout en ayant un caractère exceptionnel. La personne récompensée par un tel duan est officiellement autorisée à s'appeler grand maître. »

## Quelques récipiendaires du titre
- Men Huifeng (門惠豐)
- Chen Xiaowang (陳小旺)
- Chen Zhenglei (陈正雷)
- Kang Gewu (康戈武)